# Thornhill (Kumbria)
Thornhill – wieś w Anglii, w Kumbrii. Leży 61 km na południowy zachód od miasta Carlisle i 400 km na północny zachód od Londynu. W 2015 miejscowość liczyła 897 mieszkańców.